# 11791 Sofiyavarzar
11791 Sofiyavarzar (1978 SH7) là một tiểu hành tinh vành đai chính được phát hiện ngày 16 tháng 9 năm 1978 bởi L. V. Zhuravleva ở Đài vật lý thiên văn Crimean.